# Comuna Tesluhiv, Radîvîliv
Tesluhiv (în ucraineană Теслугів) este o comună în raionul Radîvîliv, regiunea Rivne, Ucraina, formată din satele Korîtne, Pleașivka și Tesluhiv (reședința).

## Demografie
Componența lingvistică a comunei Tesluhiv
     Ucraineană (99,27%)
     Alte limbi (0,72%)
Conform recensământului din 2001, majoritatea populației comunei Tesluhiv era vorbitoare de ucraineană (99,27%), existând în minoritate și vorbitori de alte limbi.